# Campeonato Mundial de Tiro al Plato de 2017
El XXXVII Campeonato Mundial de Tiro al Plato se celebró en Moscú (Rusia) entre el 31 de agosto y el 10 de septiembre de 2017 bajo la organización de la Federación Internacional de Tiro Deportivo (ISSF) y la Federación Rusa de Tiro Deportivo.
Las competiciones se realizaron en el Campo de Tiro Lisia Nora de la capital rusa.  

## Resultados

### Masculino
| Evento               | Oro                              | Plata                           | Bronce                                  |
| -------------------- | -------------------------------- | ------------------------------- | --------------------------------------- |
| Foso (03.09)         | Daniele Resca · Italia · 43 pts. | Edward Ling Reino Unido 40 pts. | Jiří Lipták · República Checa · 33 pts. |
| Foso (equipos)       | Italia · 362                     | República Checa · 359           | España · 357                            |
| Doble foso (05.09)   | Vitali Fokeyev · Rusia · 68      | Ankur Mittal India 66           | Hu Binyuan China 50                     |
| Doble foso (equipos) | Italia · 418                     | China 416                       | Rusia · 415                             |
| Skeet (09.09)        | Gabriele Rossetti · Italia · 54  | Vincent Haaga · Alemania · 52   | Yeoryos Ajileos Chipre 42               |
| Skeet (equipos)      | Italia · 364                     | Rusia · 363                     | República Checa · 361                   |

### Femenino
| Evento          | Oro                              | Plata                               | Bronce                                          |
| --------------- | -------------------------------- | ----------------------------------- | ----------------------------------------------- |
| Foso (02.09)    | Jessica Rossi · Italia · 43 pts. | Catherine Skinner Australia 41 pts. | Zuzana Rehák-Štefečeková · Eslovaquia · 32 pts. |
| Foso (equipos)  | Estados Unidos 203               | Finlandia · 203                     | Italia · 203                                    |
| Skeet (08.09)   | Dania Jo Vizzi Estados Unidos 54 | Albina Shakirova · Rusia · 52       | Andri Eleftheríu Chipre 43                      |
| Skeet (equipos) | Estados Unidos 216 RM            | Italia · 211                        | Rusia · 209                                     |

- RM – Récord mundial

### Mixto
| Evento                   | Oro                                              | Plata                                                | Bronce                                               |
| ------------------------ | ------------------------------------------------ | ---------------------------------------------------- | ---------------------------------------------------- |
| Foso por equipos (04.09) | Australia Thomas Derek Grice Penny Smith 33 pts. | España · Antonio Bailón · Beatriz Martínez · 32 pts. | Estados Unidos Derek Haldeman Ashley Carroll 41 pts. |
| Skeet (10.09)            | Rusia · Nikolai Teply · Nadezda Konovalova · 30  | Estados Unidos Hayden Stewart Dania Jo Vizzi 27      | Italia · Tammaro Cassandro · Katiuscia Spada · 28    |

## Medallero
| Núm. | País            | Oro | Plata | Bronce | Total |
| ---- | --------------- | --- | ----- | ------ | ----- |
| 1    | Italia          | 6   | 1     | 2      | 9     |
| 2    | Estados Unidos  | 3   | 1     | 1      | 5     |
| 3    | Rusia           | 2   | 2     | 2      | 6     |
| 4    | Australia       | 1   | 1     | 0      | 2     |
| 5    | República Checa | 0   | 1     | 2      | 3     |
| 6    | China           | 0   | 1     | 1      | 2     |
| 6    | España          | 0   | 1     | 1      | 2     |
| 8    | Alemania        | 0   | 1     | 0      | 1     |
| 8    | Finlandia       | 0   | 1     | 0      | 1     |
| 8    | India           | 0   | 1     | 0      | 1     |
| 8    | Reino Unido     | 0   | 1     | 0      | 1     |
| 12   | Chipre          | 0   | 0     | 2      | 2     |
| 13   | Eslovaquia      | 0   | 0     | 1      | 1     |
|      | TOTAL           | 12  | 12    | 12     | 36    |